# Université du Nevada à Las Vegas
 (juillet 2014).
Pour les articles homonymes, voir université du Nevada.
L'université du Nevada à Las Vegas est une université américaine située à Las Vegas dans le Nevada.
Dans le domaine sportif, les Rebels de l'UNLV défendent les couleurs de l’université du Nevada.